# زولت بيتري
زولت بيتري (بالمجرية: Petry Zsolt) هو لاعب كرة قدم ومدرب كرة قدم مجري في مركز حراسة المرمى، ولد في 23 سبتمبر 1966 في بودابست في المجر. شارك مع منتخب المجر لكرة القدم. أما مع النوادي، فقد لعب مع آينتراخت فرانكفورت وبادربورن 07 ودوناكانيار-فاك وغنتشلربيرليغي وفاينورد ونادي بودابست هونفيد ونادي بودابست ونادي دوناويفاروش ونادي رويال شارلروا ونادي غينت ونادي مول فيهيرفار.

## وصلات خارجية
- زولت بيتري على موقع اتحاد تركيا (لاعب) (الإنجليزية)
- زولت بيتري على موقع قاعدة بيانات كرة القدم.إي يو (الإنجليزية)
- زولت بيتري على موقع ناشيونال فوتبول تيمز (الإنجليزية)
- زولت بيتري على موقع عالم كرة القدم.نت (الإنجليزية)